# Мартинівська сільська рада (Янушпільський район)
Мартинівська сільська рада (Марцинівська сільська рада) — колишня адміністративно-територіальна одиниця та орган місцевого самоврядування в Янушпільському районі Бердичівської округи, Вінницької й Житомирської областей Української РСР з адміністративним центром у селі Мартинівка.

## Населені пункти
Сільській раді на час ліквідації були підпорядковані населені пункти:
- с. Мартинівка

## Історія та адміністративний устрій
Створена 4 вересня 1928 року, в складі с. Марцинівка (Мартинівка) та хутора Марцинівський Лемешівської сільської ради Янушпільського району Бердичівської округи.
Станом на 1 вересня 1946 року сільська рада входила до складу Янушпільського району Житомирської області, на обліку в раді перебувало с. Мартинівка.
Ліквідована 11 серпня 1954 року, відповідно до указу Президії Верховної ради Української РСР «Про укрупнення сільських рад по Житомирській області», територію ради та с. Мартинівка приєднано до складу Лемешівської сільської ради Янушпільського району Житомирської області.